# Resolució 435 del Consell de Seguretat de les Nacions Unides
La Resolució 435 del Consell de Seguretat de les Nacions Unides, aprovada el 29 de setembre de 1978, va presentar propostes per a un alto el foc i eleccions supervisades per l'ONU a l'Àfrica del Sud-oest controlada per Sud-àfrica que finalment condueixin a la independència de Namíbia. És important destacar que va establir el Grup d'Assistència a la Transició de les Nacions Unides (UNTAG) que supervisaria les eleccions i la retirada de Sud-àfrica.
La resolució va ser aprovada per 12 vots a cap; Txecoslovàquia i la Unió Soviètica es van abstenir mentre que la República Popular de la Xina no participava en la votació.
El 22 de desembre de 1988, Sud-àfrica va acordar implementar la resolució després de la signatura de l'Acord Tripartit a Mount Etjo Lodge a Namíbia Central (també conegut com l'Acord de Mount Etjo).